# Soyuz TMA-02M
Soyuz TMA-02M es un vuelo espacial actual a la Estación Espacial Internacional. Sus tres tripulantes pertenecen a la Expedición 28 hacia la Estación Espacial Internacional. TMA-02M es el vuelo 110.º del Programa Soyuz; cuyo primer vuelo ocurrió en 1967. Este es el segundo vuelo de la nueva generación de naves Soyuz TMA-M; cuyo primer vuelo fue el 7 de octubre de 2010. 

## Tripulación
| Puesto                     | Tripulantes                                         | Tripulantes                                         |
| -------------------------- | --------------------------------------------------- | --------------------------------------------------- |
| Comandante                 | Sergéi Vólkov Expedición 28 Segundo vuelo           | Sergéi Vólkov Expedición 28 Segundo vuelo           |
| Primer ingeniero de vuelo  | Michael E. Fossum, NASA Expedición 28 Tercero vuelo | Michael E. Fossum, NASA Expedición 28 Tercero vuelo |
| Segundo ingeniero de vuelo | Satoshi Furukawa, JAXA Expedición 28 Primero vuelo  | Satoshi Furukawa, JAXA Expedición 28 Primero vuelo  |

### Tripulación suplente

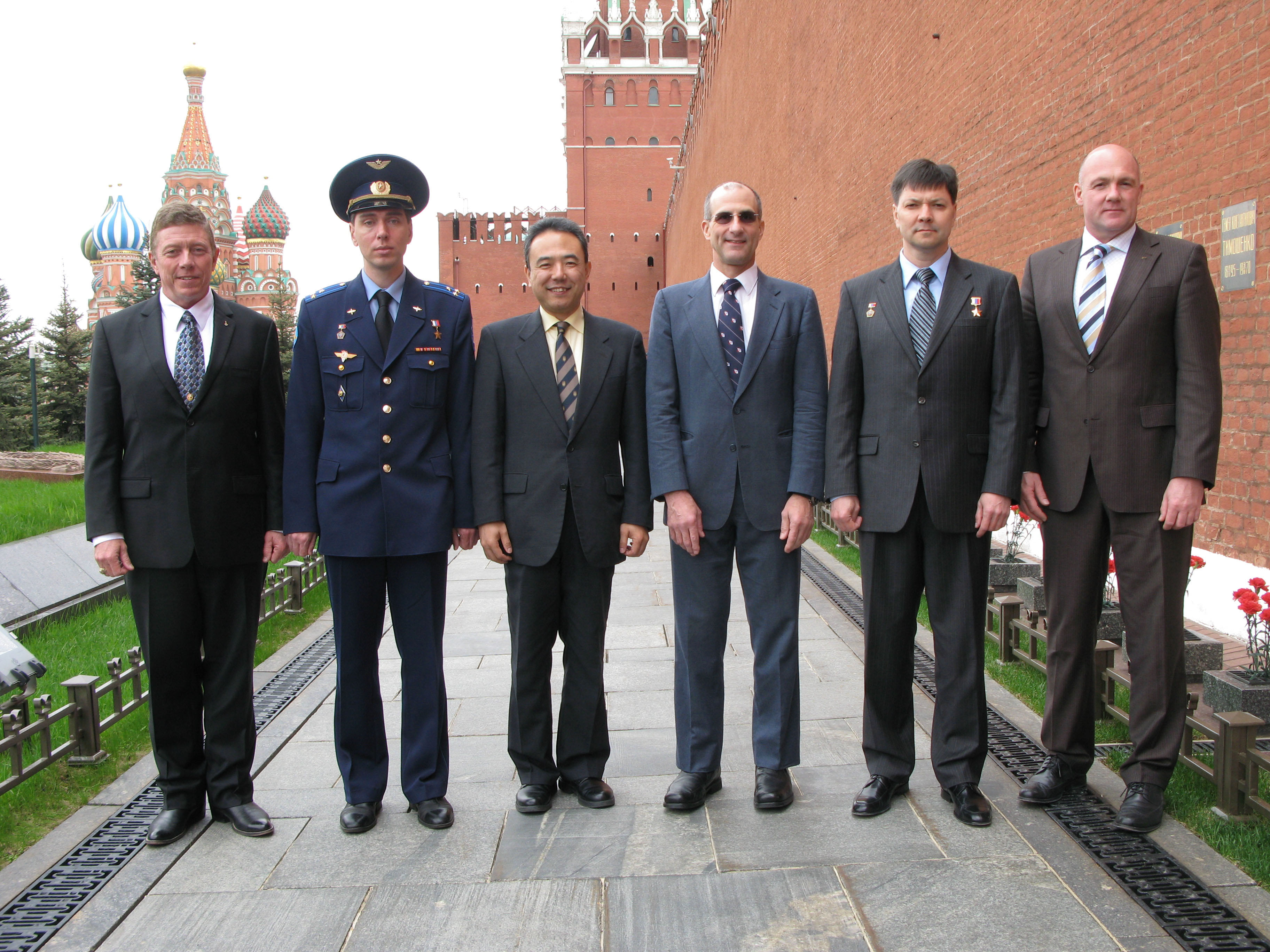
Tripulación principal y suplente de Soyuz TMA-02M, 16 de mayo de 2011.

| Puesto                     | Tripulantes                            | Tripulantes                            |
| -------------------------- | -------------------------------------- | -------------------------------------- |
| Comandante                 | Oleg Kononenko, Roscosmos Primer vuelo | Oleg Kononenko, Roscosmos Primer vuelo |
| Primer ingeniero de vuelo  | Don Pettit, NASA Primer vuelo          | Don Pettit, NASA Primer vuelo          |
| Segundo ingeniero de vuelo | Andre Kuipers, ESA Primer vuelo        | Andre Kuipers, ESA Primer vuelo        |